# Крум Кацаров
Крум Сотиров Кацаров е български лекар, гастроентеролог, професор, ръководи Катедра „Гастроентерология, чернодробно-панкреатична хирургия и трансплантология“ и клиника „Гастроентерология“ във във Военномедицинска академия, МБАЛ – София.

## Биография
Крум Кацаров е роден на 19 ноември 1957 г. в Благоевград, България. Семеен, с двама сина. 
Завършва медицина във ВМИ в София през 1983 г. През 1999 г. защитава дисертационен труд и получава образователна и научна степен „доктор“, а през 2014 г. – научната степен доктор на науките.
Има признати специалности по вътрешни болести, военно-полева терапия, гастроентерология.
През 2005 г. след конкурс е избран за доцент, а през 2015 – за професор.
От 2005 г. е началник на Клиниката по гастроентерология във ВМА, МБАЛ – София, а за периода 4 декември 2013 – 3 юни 2014 г. е назначен за временно изпълняващ длъжността началник на ВМА.
Като военен лекар е офицер от резерва със звание полковник.
През 2017 г. е удостоен с орден „Стара планина“ втора степен.